# Josephine Park
Josephine Park (* 10. April 1987 in Dänemark) ist eine dänische Schauspielerin.

## Leben und Karriere
Josephine Park wurde am 10. April 1987 in Dänemark geboren. Sie studierte an der Århus Teater. Ihr Debüt gab sie 2014 in dem Film Lev stærkt. Danach spielte sie in der Fernsehserie Dicte mit. Anschließend wurde sie 2018 für die Serie Doggystyle gecastet. 2019 gewann Park die Auszeichnung Robert Award als Beste Nebendarstellerin des Jahres.  2022 erhielt sie die Auszeichnung Ove-Sprogøe-Preis. Unter anderem bekam sie 2023 in der Serie Die Krankenschwester die Hauptrolle und war in der Thrillerserie Oxen zu sehen.

## Filmografie (Auswahl)
Filme
- 2014: Lev Stærkt
- 2015: Melon Rainbow
- 2020: Shorta – Das Gesetz der Straße (Shorta)
- 2021: Centervagt
- 2021: Venuseffekten
- 2022: Miss Viborg
- 2022: Attachment (Natten har øjne)

Serien
- 2013: Dicte
- 2015: Die Erbschaft (Arvingerne)
- 2018: The Team
- 2018: Hånd i hånd
- 2018–2019: Doggystyle
- 2020: The Investigation – Der Mord an Kim Wall (Efterforskningen)
- 2020: Wenn die Stille einkehrt (Når støvet har lagt sig)
- 2022: Befruchtet (Skruk)
- 2023: Die Krankenschwester
- 2023: Oxen (6 Folgen)